# Open Food Facts

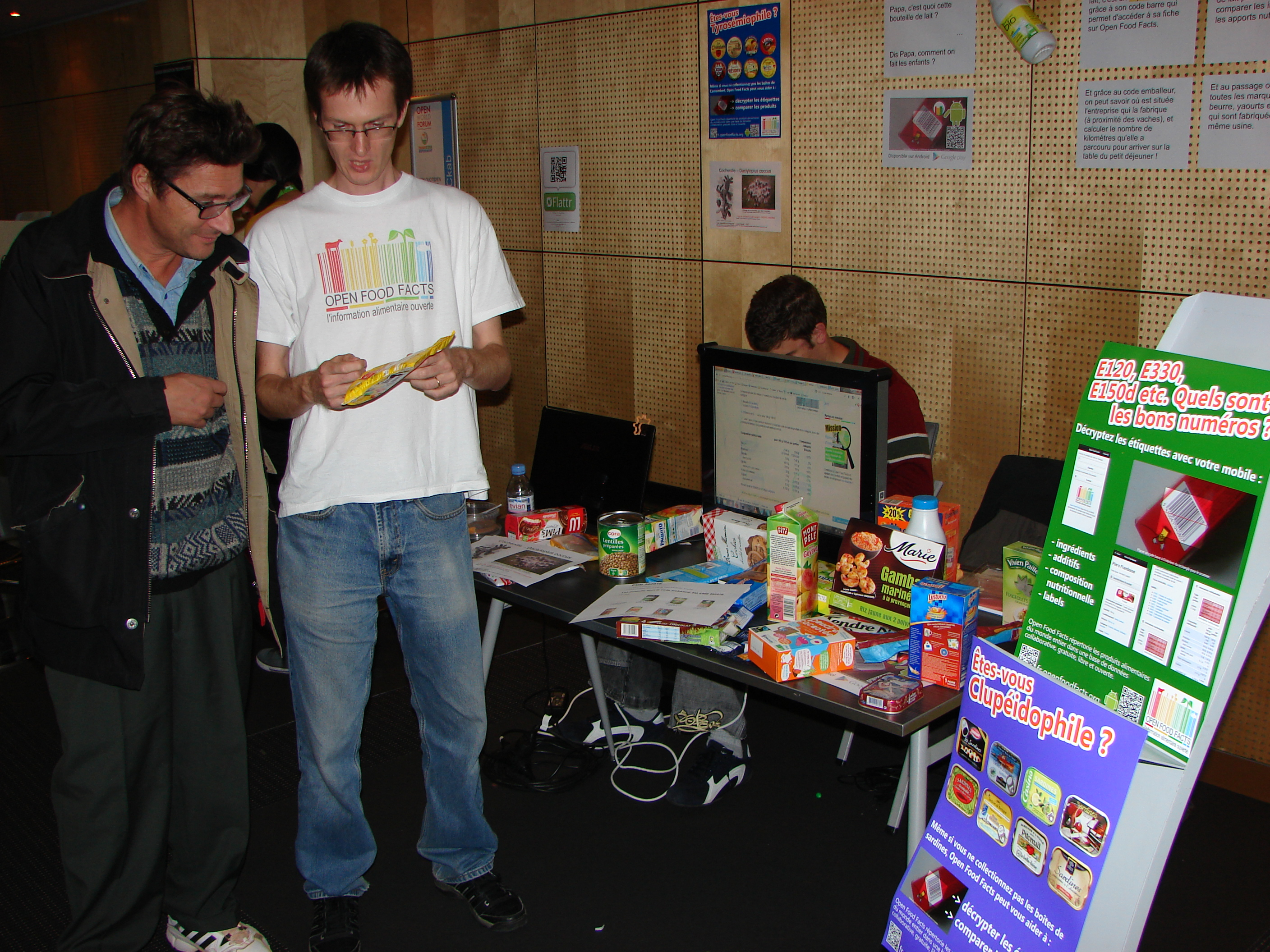
Stéphane Gigandet präsentiert das Projekt im Oktober 2012 beim Open World Forum.

Open Food Facts ist eine freie Online-Crowdsourcing-Datenbank für Lebensmittelprodukte aus der ganzen Welt. Sie ist lizenziert unter der Open Database License (ODbL); die von Nutzern hinzugefügten Fotos stehen unter der Creative-Commons-Lizenz mit Namensnennung.

## Geschichte
Das Projekt wurde am 19. Mai 2012 vom französischen Programmierer Stéphane Gigandet gegründet. Anlass war der von Jamie Oliver organisierte „Food Revolution Day“. 2013 gewann es den Dataconnexions Preis von Etalab und 2015 den OKFN Preis von der Open Knowledge Foundation.
Im Mai 2016 befanden sich mehr als 80.000 Produkte aus 141 verschiedenen Ländern in der Datenbank. Im Juni 2017 stieg diese Zahl, dank der zunehmenden Mithilfe von Apps und Open Data Imports verschiedener Länder, auf 880.000. Zum 10. Jubiläum im Mai 2022 haben die Mitwirkenden bereits 2,3 Mio. Produkte aus 182 Ländern erfasst.

## Überblick
Das Projekt sammelt Informationen und Daten zu Lebensmittelprodukten aus der ganzen Welt.
Für jedes Produkt speichert die Datenbank die Artikelbezeichnung, Menge, Verpackungsart, Marke, Kategorie, Herstellungs- oder Verarbeitungsorte, Länder und Geschäfte, in denen das Produkt verkauft wird, Liste der Zutaten, Spuren, die Nahrungsmittelallergien auslösen oder mit Nahrungstabus belegt sein können, sowie Lebensmittelzusatzstoffe und Nährwertinformationen.
Alle Nutzer können Produkte hinzufügen und Daten bearbeiten, basierend auf den auf der Verpackung angegebenen Informationen. Die auf der Verpackung aufgedruckte GTIN-Nummer innerhalb des Strichcodes wird hierbei normalerweise als Identifikator für jedes Produkt benutzt. Apps dienen dazu, Fotos aufzunehmen und Informationen zu erfassen, die dann von den Freiwilligen manuell bearbeitet werden.
Wegen der ähnlichen Mechanismen zur Veränderung, Erweiterung oder Löschung des Inhalts sowie der Struktur wird das Projekt in den Medien oft mit Wikipedia verglichen.

## Weiterverwendung
Die Daten werden von verschiedenen Projekten weiterverwendet, zum Beispiel zu Themen wie Palmöl, Zucker oder Herstellungsorten der Produkte.

## Assoziierte Projekte
Von den gleichen Organisatoren werden die Projekte Open Beauty Facts, Open Pet Food Facts und Open Products Facts getragen. Alle drei verfolgen die gleichen Ziele wie Open Food Facts für Kosmetik,  Tiernahrungsprodukte und andere Produkte. Sie basieren auf dem gleichen Quellcode.